# 黃騰浩
黃騰浩（英語：Tender Huang，1977年02月19日—），本名黃騰德，台灣男演員，花蓮市人。
黃騰浩畢業於新竹縣明新工專（現改為明新科技大學）電子科。曾任職於知名髮廊EROS，擔任周杰倫、蔡依林御用王牌髮型師Dick的助理三年多，並在周杰倫鼓勵下出道。於2019年與幾名業內友人成立「威電影娛樂製作有限公司」，成為製作人。現主要以演員身份演出戲劇和電影。

## 經歷
2008年11月10日演出中視《光陰的故事》以來，逐漸受注目。出道前，曾在知名髮廊上班3年，從美髮設計助理做起，接演過數支MV。其後進入演藝圈，現為專職演員。因喜愛音樂，於2008年夏天與張仲麟及謝維倫共同成立跳浪樂團。2010年獨立製作發行首張EP，扣除成本後欲將所得全數捐數88水災的失學兒童。

## 演出作品

### 電視劇/影集
| 首播年份 | 電視台                 | 戲劇名稱              | 飾演           | 備註       |
| 2006年   | 衛視中文台             | 驚異傳奇 - 大衛的劇本 | 陳大衛         |            |
| 2006年   | 衛視中文台             | 天使情人              | 麥大可         |            |
| 2006年   | 中國電視台             | 白色巨塔              | 洪威           |            |
| 2008年   | 中國電視台             | 光陰的故事            | 許毅源         | 第一男主角 |
| 2009年   | 中華電視台             | 紫玫瑰                | 甯子達         | 第一男主角 |
| 2009年   | 中國電視台             | 閃亮的日子            | 許毅源         | 客串       |
| 2010年   | 新傳媒U頻道            | 秘密花園              | Dr. Beng       |            |
| 2010年   | 中國電視台             | 就是要香戀            | 戲中戲演員     | 客串       |
| 2011年   | 中視                   | 料理情人夢            | 余少波         | 客串       |
| 2011年   | 廣視                   | 告訴我你愛我/夺爱     | 劉暢           | 第一男主角 |
| 2012年   | 華視                   | 溫柔的慈悲            | 趙宇           | 第一男主角 |
| 2012年   | 公視                   | 歌謠風華-初聲         | 鄧雨賢         | 第一男主角 |
| 2012年   | 公視                   | 小孩大人              | 方又龍         | 第一男主角 |
| 2012年   | 台視                   | 花是愛                | 阿修           | 客串       |
| 2013年   | 台視、三立都會台       | 大紅帽與小野狼        | 雷宇洛、雷宇玄 | 第二男主角 |
| 2013年   | 新傳媒8頻道            | 揭秘                  | 温昌渝         | 第一男主角 |
| 2014年   | 公視                   | 白袍下的高跟鞋        | 柯以誠         | 第一男主角 |
| 2015年   | 台視                   | 天若有情              | 李曉東         | 第一男主角 |
| 2015年   | 民視                   | 星座愛情獅子女        | 陳皓宇         | 第一男主角 |
| 2016年   | 三立都會台、東森綜合台 | 我的極品男友          | 楊振浩         | 第二男主角 |
| 2017年   | 客家電視台             | 勞動之王              | 何英泰         | 第一男主角 |
| 2017年   | 三立都會台             | 只為你停留            | 趙懷博         | 客串       |
| 2017年   | 民視                   | 機密訊號              | 黃子容         | 第一男主角 |
| 2017年   | 民視                   | 實習醫師鬥格          | 金子傑         | 50-150集   |
| 2018年   | 台視、東森綜合台       | 1006的房客            | 吳瀚文         | 主演       |
| 2018年   | Toggle                 | 料理人生(網路劇)      | 洪大偉         | 主演       |
| 2020年   | 公視                   | 妖怪人間              | 林諧平         | 主演       |
| 2020年   | 東森戲劇台             | 王牌辯護人            | 田真           |            |
| 2024年   | HBO GO                 | 何百芮的地獄毒白      | 髮型師Sean     | 第四集     |
| 2024年   | 客家電視台             | 女孩上場2             | 徐翰成         |            |
|          |                        | 角頭影集              | 李銳標(阿標)   |            |

### 電視電影
| 首播年份 | 電視台 | 戲劇名稱       | 飾演                   | 備註                               |
| 2010年   | 公視   | 尋人啟事       | 吳清正                 | 電視電影                           |
| 2010年   | 公視   | 記得我們愛過   | 退休鐵道站長火伯年輕時 | 電視電影                           |
| 2010年   | 公視   | 二二九光榮事變 | 駭客                   | 電視電影                           |
| 2018年   | 公視   | 靈佔           | 鄭致豪                 | 男主角。公視新創電影               |
| 2020年   | 公視   | 陽光電台不打烊 | 阿騰                   | 主演、身兼製作人之一。公視人生劇展 |

### 電影
| 上映年份 | 電影名稱                 | 飾演                   | 備註       |
| 2002年   | 眞心話II                 | 蒋玉绦                 | 新加坡電影 |
| 2005年   | 宅變                     | 劉霆政                 | 男主角     |
| 2007年   | 練習曲                   | 莎韻的髮型師及田北老師 |            |
| 2008年   | 安娜與安娜               | Billy                  |            |
| 2010年   | 燃燒吧！歐吉桑           | 駭客                   |            |
| 2013年   | 世界末日                 | 林建國                 | 新加坡電影 |
| 2014年   | KANO                     | 台中醫生，阿靜之夫     |            |
| 2017年   | 吃吃的愛                 | 方律師                 | 客串       |
| 2017年   | 賞金戀人                 | 劉子銘                 | 愛奇藝電影 |
| 2018年   | 角頭2：王者再起          | 李銳標(阿標)           |            |
| 2020年   | 可不可以，你也剛好喜歡我 | 陳信帆                 | 客串       |
| 2021年   | 安眠旅舍                 |                        |            |
| 2022年   | 頭七                     | 警察                   | 友情演出   |
| 2023年   | 化劫                     | 趙友志                 |            |
| 2024年   | 角頭—大橋頭              | 李銳標(阿標)           |            |
| 2025年   | 角頭—鬥陣欸              | 李銳標(阿標)           |            |

### 電影短片/微電影
| 上映年份 | 電影名稱        | 飾演   | 備註                   |
| 2006年   | 平行線          |        | 3G手機平面電影         |
| 2007年   | 合同殺人        | 小葉   | 男主角                 |
| 2009年   | Sweet In Taipei |        | 台藝大電影系畢展電影   |
| 2012年   | 四分人          | 治療師 |                        |
| 2013年   | 永遠在一起      | 陳子余 | 世新廣電第19屆畢業製作 |
| 2017年   | 結婚倒數180天   | 黃維中 | 乳癌防治微電影         |
| 2020年   | 弒愛            |        |                        |
| 2022年   | 你聽，我說      | 兒子   | 科林助聽器微電影       |

### 舞台劇
| 日期              | 名稱               | 飾演   | 備註   |
| 2012年7月14、15日 | 淘氣小親親台北首演 | 江植樹 | 男主角 |

### 音樂錄影帶
- 2002年
  - 鄭秀文〈捨得〉
  - 江美琪〈東京鐵塔的幸福〉
- 2003年
  - 孫燕姿〈不能和你一起〉
- 2004年
  - 范瑋琪〈最初的夢想〉
  - JS〈殺破狼〉
  - 林冠吟〈凶手〉
- 2005年
  - 阿桑〈寂寞在唱歌〉
  - 張棟樑〈寂寞邊界〉
  - 張棟樑〈重傷〉
  - 張棟樑〈我真的以為〉
  - S.H.E〈不作你的朋友〉
  - SAYA〈原來你一直都在〉
  - 孫燕姿〈眼淚成詩〉
- 2006年
  - 潘瑋柏〈我想更懂你〉
  - 楊乃文〈分開〉
  - 蕭瀟〈對不起我愛你〉
  - 李雅微〈我們的紀念〉
- 2007年
  - 許哲珮〈永遠在一起〉
  - 深白色二人組〈Cold Silence〉
  - 李玖哲〈想太多〉
  - 孫燕姿〈逆光〉
- 2008年
  - 楊宗緯〈洋蔥〉
  - 周杰倫〈蘭亭序〉
- 2009年
  - 夏宇童〈找一句新的話來說喜歡我〉
- 2012年
  - 部落客薇薇〈單身練習〉
- 2014年
  - 張韶涵〈我的眼淚〉
- 2015年
  - 容祖兒〈樂觀〉
- 2018年
  - 鄧紫棋〈倒數〉
  - 告五人〈披星戴月的想你〉
- 2019年
  - 信〈為你著魔〉
- 2021年
  - 告五人〈在這座城市遺失了你〉
- 2022年
  - 范瑋琪〈王國〉

## 音樂作品

### 專輯
| 發行日期      | 發行公司       | 專輯名稱 | 備註     |
| 2010年2月27日 | 大大音樂工作室 | 跳浪     | 跳浪樂團 |

## 幕後作品

### 電影
| 上映年份 | 電影名稱     | 擔任職務 | 備註         |
| 2025年   | 我的網紅女兒 | 監製     | 與張文旗共同 |

## 著作
- 《我.黃騰浩》2010年1月20日 凱特文化出版

## 廣告代言
- 平面廣告
  - Sony Ericsson 手機
  - CK 手錶及飾品（2007）
  - Porter 皮包-世界你好（2008）
- 電視廣告
  - Yamaha BWS'x 機車
  - 奈斯企業 Sara Sara彩染髮凍（2004）
  - Motorola 手機（2005）
  - 味丹 MoreWater竹炭水（2005）
  - EDWIN 503RV牛仔褲（2005）
  - 萬事達卡 信用卡（2006）
  - 仙劍online-蝶戀（與賴雅妍合作拍攝）（2009）
  - 膳魔師保溫杯（2010）

## 獎項紀錄
| 年份   | 頒獎典禮             | 獎項           | 作品             | 角色   | 結果 |
| ------ | -------------------- | -------------- | ---------------- | ------ | ---- |
| 2016年 | 第5屆華劇大賞        | 最佳男演員獎   | 《我的極品男友》 | 楊振浩 | 提名 |
| 2016年 | 第5屆華劇大賞        | 最佳螢幕情侶獎 | 《我的極品男友》 | 楊振浩 | 提名 |
| 2021年 | 第27屆 Slamdance影展 | 最佳演出       | 《安眠旅舍》     |        | 獲獎 |

## 外部連結
- 黃騰浩的新浪微博
- 黃騰浩的Facebook專頁
- 黃騰浩的Instagram帳戶
- 黃騰浩在互联网电影资料库（IMDb）上的資料（英文）（英文）
- 在AllMovie上黃騰浩的頁面（英文）
- 黃騰浩在香港影庫上的簡介
- 黃騰浩在豆瓣上的资料（简体中文）